# Берг, Карл Генрих Эдмунд
Карл Генрих Эдмунд фон Берг (нем. Carl Heinrich Edmund Freiherr von Berg, также Karl Heinrich Edmund von Berg oder kurz Edmund von Berg; (30 ноября 1800, Гёттинген)
20 июня 1874, Бад-Шандау) — германский лесовод, педагог-преподаватель, 25 лет хозяйничавший в лесах на Гарце и столько же лет прослуживший директором и профессором Тарандской лесной академии (в Саксонии).
Из сочинений его особенно замечательны: «Anleitung zum Verkohlen des Holzes» (1830, 2 изд. 1860); «Das Verdrängen der Laubwälder in nördlichen Deutschland durch die Fichte und Kiefer» (1844); «Die Staatsforstwirtschaftslehre» (1850) и два по лесной истории: «Pürschgang im Dickicht der Forst— und Jagdgeschichte» 1869, и «Geschichte der deutschen Wälder bis zum Schluss des Mittelalters», 1871. Кроме того, в течение двадцати четырёх лет (1846—1870) он редактировал «Ежегодник Тарандской академии» («Tharander forstliches Jahrbuch»). В первой половине шестидесятых годов барон фон Берг приглашён был российским правительством для осмотра казенных лесов Царства Польского и составления проекта преобразования тамошнего местного лесного управления. Результаты этой поездки не имели, впрочем, практического значения для привислянских лесов. Они изложены в статье Берга, напечатанной в «Monatsschrift für Forst— und Jagdwesen» (1866) и переведенной на русский язык в журнале «Сельское хозяйство и лесоводство».